# 堵丁柱
堵丁柱（1948年5月21日—），美籍华裔计算机科学家，德克萨斯州大学达拉斯分校计算机科学教授。他因为证明了Gilbert-Pollak猜想和Derman-Leiberman-Ross猜想而著名。

## 生平
1982年毕业于中国科学院应用数学所运筹学专业，获硕士学位。1985年，1985年获得美国加利福尼亚大学圣塔芭芭拉分校博士学位。

## 出版著作
- Theory of Computational Complexity.[4]
- Problem Solving in Automata, Languages, and Complexity.[5]
- Pooling Designs and Nonadaptive Group Testing.[6]
- Mathematical Theory of Optimization.[7]
- Combinatorial Group Testing and Its Applications (2nd Edition).[8]
- Connected Dominating Set: Theory and Applications.[9]
- Design and Analysis of Approximation Algorithms.[10]
- Steiner Tree Problems In Computer Communication Networks.[11]

## 葛立恒 (Ronald L. Graham) 奖项悬赏与撤回
1990年，在堵丁柱（Ding-Zhu Du）与黄光明（Frank K. Hwang）宣布他们已证明 Gilbert–Pollak 猜想 之后，著名数学家葛立恒（Ronald L. Graham）向堵丁柱寄出了一张 500美元的支票，以示对这一被认为是重大突破的认可。此事被《纽约时报》以标题《解决一道老难题：捷径究竟有多短》（Solution to Old Puzzle: How Short a Shortcut）予以公开报道 。

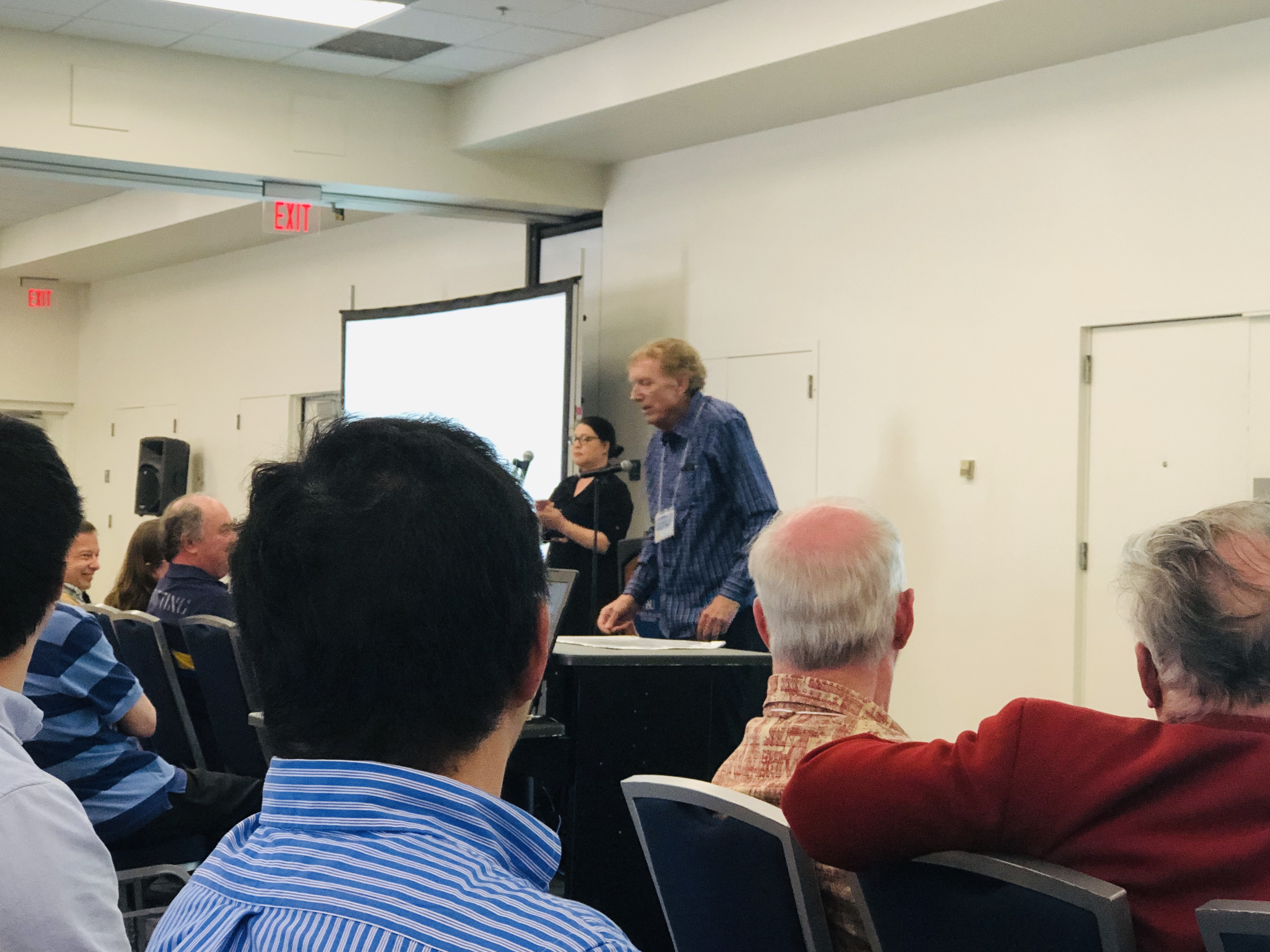
葛立恒在2019 SEICCGTC的学术报告。

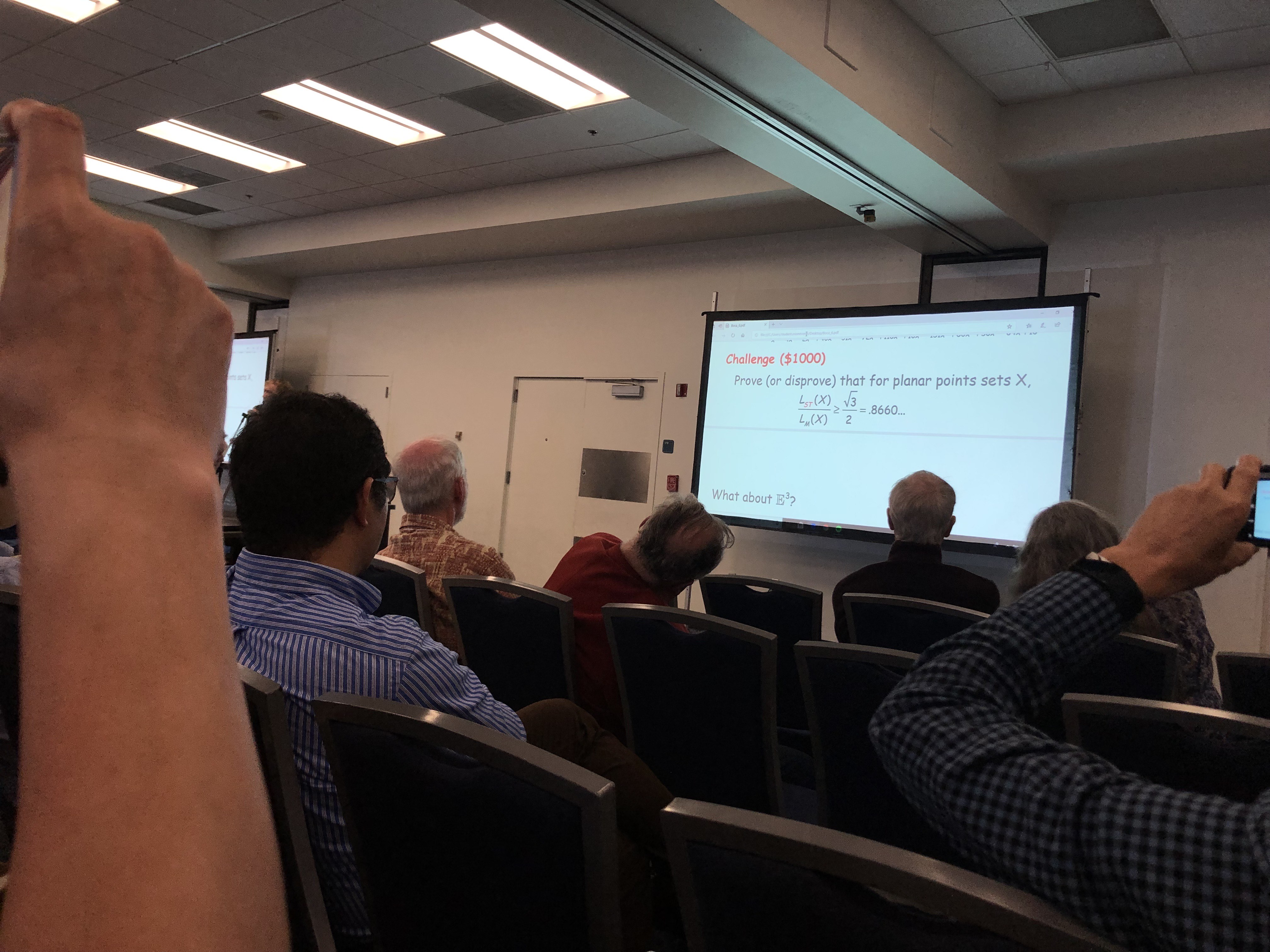
2019年3月，美国数学家葛立恒在佛罗里达大西洋大学的 SEICCGTC 大会上演讲，明确表示堵–黄的“证明”并不完整，并悬赏1000美元寻求真正的严格证明。此举被广泛视为对1990年原先认定的公开撤回。

然而，近三十年后，在 2019年3月，葛立恒于佛罗里达大西洋大学（Florida Atlantic University）举办的 第50届东南部组合数学、图论与计算会议（SEICCGTC） 上发表受邀学术报告时，再次提及该猜想。在这次学术报告中——随后以《Some of My Favorite Problems (I)》为题发表在会议文集中——他明确表示：堵丁柱和黄光明早期的“证明”并不完整，并重新提出一项 1000美元的悬赏，以奖励对该猜想的完整和严谨的证明。
这一声明被广泛认为是他对1990年认可行为的正式、公开撤回。葛立恒在2019年的立场凸显了该猜想持续的难度，也反映出数学界的普遍共识：堵–黄方法并不构成一个有效的证明。此举进一步强化了学界对于此前证明完整性的怀疑，并明确指出该猜想在几何优化领域仍处于未解决状态。

## 个人生活
堵丁柱的妻子是伍伟丽（Weili Lily Wu），也是德克萨斯大学达拉斯分校计算机科学系的教授。两人相识于明尼苏达大学，当时伍伟丽是该校的学生，而堵丁柱是任教的教授，他们共同育有有三个子女 。堵丁柱和伍伟丽是彼此最频繁的合作者，自伍伟丽作为研究生于1997年发表第一篇学术论文（和堵丁柱合作）以来，两人已共同发表了超过85篇学术论文。